# Lijst van rijksmonumenten in Deldeneresch
De plaats Deldeneresch (gemeente Hof van Twente) telt 82 inschrijvingen in het rijksmonumentenregister. Hieronder een overzicht.
| Object | Oorspronkelijke functie?  | Bouwjaar                      | Architect                        | Locatie                    | Coördinaten?                  | Nr.?   | Afbeelding |
| --- | ------------------------- | ----------------------------- | -------------------------------- | -------------------------- | ----------------------------- | ------ | --- |
| Israëlitische begraafplaats | Begraafplaats en -onderdl |                               |                                  | Flierweg                   | 52° 14' 56" NB, 6° 43' 11" OL | 7548   | Meer afbeeldingen |
| Schuur | Boerderij                 |                               |                                  | Bornsevoetpad 5            | 52° 16' 17" NB, 6° 43' 44" OL | 7551   | Meer afbeeldingen |
| Terrein waarin een grafveld | Archeologisch monument    | Bronstijd                     |                                  | Langenhorsterweg           | 52° 16' 13" NB, 6° 40' 21" OL | 45034  | Upload foto |
| Terrein waarin een grafveld | Archeologisch monument    | Bronstijd                     |                                  | Secr. Engelbertinkstraat   | 52° 17' 7" NB, 6° 42' 36" OL  | 45035  | Upload foto |
| Kasteel Twickel | Kasteel, buitenplaats     | 16e/17e eeuw                  |                                  | Twickelerlaan 1            | 52° 15' 59" NB, 6° 42' 54" OL | 507544 | Meer afbeeldingen |
| Twickel: historische park- en tuinaanleg | Tuin, park en plantsoen   | 17e - 18e eeuw                |                                  | Twickelerlaan bij 1        | 52° 16' 34" NB, 6° 43' 22" OL | 507546 | Meer afbeeldingen |
| Twickel: noordelijk bouwhuis | Bijgebouwen kastelen enz. | 18e eeuw                      |                                  | Twickelerlaan 1            | 52° 16' 0" NB, 6° 42' 56" OL  | 507548 | Meer afbeeldingen |
| Twickel: zuidelijk bouwhuis | Bijgebouwen kastelen enz. | 18e eeuw                      |                                  | Twickelerlaan 1            | 52° 15' 59" NB, 6° 42' 57" OL | 507549 | Meer afbeeldingen |
| Twickel: toegangsbrug over binnengracht | Tuin, park en plantsoen   | 1709                          |                                  | Twickelerlaan 1            | 52° 15' 59" NB, 6° 42' 55" OL | 507550 | Meer afbeeldingen |
| Twickel: ophaalbrug met hek over buitengracht | Tuin, park en plantsoen   | 1926                          |                                  | Twickelerlaan 1            | 52° 16' 0" NB, 6° 42' 58" OL  | 507551 | Meer afbeeldingen |
| Twickel: keermuur voorplein | Tuin, park en plantsoen   | 18e eeuw                      |                                  | Twickelerlaan bij 1        | 52° 16' 1" NB, 6° 42' 58" OL  | 507552 | Twickel: keermuur voorplein |
| Twickel: brug over gracht achterzijde | Tuin, park en plantsoen   | 18e eeuw                      |                                  | Twickelerlaan bij 1        | 52° 15' 58" NB, 6° 42' 52" OL | 507553 | Upload foto |
| Twickel: kademuur buitengracht aan parkzijde | Tuin, park en plantsoen   | 18e eeuw                      |                                  | Twickelerlaan bij 1        | 52° 15' 57" NB, 6° 42' 52" OL | 507554 | Upload foto |
| Twickel: keermuur en balustrade met zes gietijzeren tuinvazen achterplaats                                                                                   | Tuin, park en plantsoen   | laat 17e eeuw                 |                                  | Twickelerlaan bij 1        | 52° 15' 59" NB, 6° 42' 52" OL | 507555 | Twickel: keermuur en balustrade met zes gietijzeren tuinvazen achterplaats                                                                                   |
| Twickel: buste achterplaats | Tuin, park en plantsoen   | 18e eeuw                      |                                  | Twickelerlaan bij 1        | 52° 15' 58" NB, 6° 42' 53" OL | 507556 | Twickel: buste achterplaats |
| Twickel: zonnewijzer achterplaats | Tuin, park en plantsoen   | 19e eeuw                      |                                  | Twickelerlaan bij 1        | 52° 15' 59" NB, 6° 42' 53" OL | 507557 | Upload foto |
| Twickel: twee gietijzeren kelkvormige tuinvazen achterplaats op hardstenen onderstuk dat tevens de keermuur van de trap is                                   | Tuin, park en plantsoen   | 19e eeuw                      |                                  | Twickelerlaan bij 1        | 52° 15' 59" NB, 6° 42' 53" OL | 507558 | Upload foto |
| Twickel: leeuwen voorplein | Tuin, park en plantsoen   | laat 19e eeuw                 |                                  | Twickelerlaan bij 1        | 52° 15' 59" NB, 6° 42' 56" OL | 507559 | Twickel: leeuwen voorplein |
| Twickel: zolenschrapers voorplein | Tuin, park en plantsoen   | 19e eeuw                      |                                  | Twickelerlaan bij 1        | 52° 15' 59" NB, 6° 42' 55" OL | 507560 | Meer afbeeldingen |
| Twickel: achthoekige natuurstenen balustrade waarvan de vier doorgangen met acht identieke gietijzeren tuinvazen voorplein die grijs geschilderd zijn        | Tuin, park en plantsoen   | 19e eeuw                      |                                  | Twickelerlaan bij 1        | 52° 15' 60" NB, 6° 42' 57" OL | 507561 | Twickel: achthoekige natuurstenen balustrade waarvan de vier doorgangen met acht identieke gietijzeren tuinvazen voorplein die grijs geschilderd zijn        |
| Twickel: twee gietijzeren, grijs geschilderde tuinvazen in kelkvorm voor ingangspartij bouwhuizen                                                            | Tuin, park en plantsoen   | 19e eeuw                      |                                  | Twickelerlaan bij 1        | 52° 15' 59" NB, 6° 42' 56" OL | 507562 | Twickel: twee gietijzeren, grijs geschilderde tuinvazen in kelkvorm voor ingangspartij bouwhuizen                                                            |
| Twickel: twee gietijzeren, grijs geschilderde tuinvazen in kelkvorm voor ingangspartij                                                                       | Tuin, park en plantsoen   | 19e eeuw                      |                                  | Twickelerlaan bij 1        | 52° 16' 0" NB, 6° 42' 57" OL  | 507563 | Twickel: twee gietijzeren, grijs geschilderde tuinvazen in kelkvorm voor ingangspartij                                                                       |
| Twickel: brug met tuinvazen en keermuren naar park | Tuin, park en plantsoen   | 19e eeuw                      |                                  | Twickelerlaan bij 1        | 52° 16' 1" NB, 6° 42' 58" OL  | 507564 | Upload foto |
| Twickel: twee grote gietijzeren tuinvazen staande op hoge, eenvoudig geprofileerde vierkante op sokkel voorplaats                                            | Tuin, park en plantsoen   | midden 19e eeuw               |                                  | Twickelerlaan bij 1        | 52° 16' 1" NB, 6° 42' 59" OL  | 507565 | Twickel: twee grote gietijzeren tuinvazen staande op hoge, eenvoudig geprofileerde vierkante op sokkel voorplaats                                            |
| Twickel: hekje voorplaats van 30 cm bestaande uit een siersmeedijzeren spijlenhek met knopbekroning                                                          | Tuin, park en plantsoen   | 1894                          |                                  | Twickelerlaan bij 1        | 52° 16' 1" NB, 6° 42' 59" OL  | 507566 | Twickel: hekje voorplaats van 30 cm bestaande uit een siersmeedijzeren spijlenhek met knopbekroning                                                          |
| Twickel: smeedijzeren spijlenhekwerk rondom parkaanleg | Tuin, park en plantsoen   | 1891                          |                                  | Twickelerlaan bij 1        | 52° 16' 7" NB, 6° 42' 54" OL  | 507567 | Twickel: smeedijzeren spijlenhekwerk rondom parkaanleg |
| Twickel: parkhut | Tuin, park en plantsoen   | voor 1794                     |                                  | Twickelerlaan bij 1        | 52° 15' 56" NB, 6° 42' 58" OL | 507568 | Meer afbeeldingen |
| Twickel: prieel met botenhuisje | Tuin, park en plantsoen   | ca. 1890                      |                                  | Twickelerlaan bij 1        | 52° 15' 55" NB, 6° 42' 49" OL | 507569 | Twickel: prieel met botenhuisje |
| Twickel: gietijzeren tuinvazen achterzijde | Tuin, park en plantsoen   | 19e eeuw                      |                                  | Twickelerlaan bij 1        | 52° 15' 57" NB, 6° 42' 52" OL | 507570 | Twickel: gietijzeren tuinvazen achterzijde |
| Twickel: twee houten brug met elkaar verbonden door eilandje                                                                                                 | Tuin, park en plantsoen   | ca. 1840                      | J.D.C. van Heeckeren van Twickel | Twickelerlaan bij 1        | 52° 16' 0" NB, 6° 42' 45" OL  | 507571 | Upload foto |
| Twickel: toegangshek oranjerie | Tuin, park en plantsoen   | laat 18e eeuw                 |                                  | Twickelerlaan bij 1        | 52° 16' 0" NB, 6° 42' 49" OL  | 507572 | Twickel: toegangshek oranjerie |
| Twickel: oranjerie | Tuin, park en plantsoen   | 18e eeuw                      |                                  | Twickelerlaan bij 1        | 52° 16' 1" NB, 6° 42' 53" OL  | 507573 | Meer afbeeldingen |
| Twickel: tuinbanken oranjerie | Tuin, park en plantsoen   | 17e eeuw                      |                                  | Twickelerlaan bij 1        | 52° 16' 1" NB, 6° 42' 55" OL  | 507574 | Twickel: tuinbanken oranjerie |
| Twickel: sokkel oranjerietuin | Tuin, park en plantsoen   | midden 18e eeuw               |                                  | Twickelerlaan bij 1        | 52° 16' 2" NB, 6° 42' 54" OL  | 507575 | Twickel: sokkel oranjerietuin |
| Twickel: tuinbeelden oranjerietuin (vier marmeren vrouwenfiguren op een rij)                                                                                 | Tuin, park en plantsoen   | ca. 1900                      |                                  | Twickelerlaan bij 1        | 52° 16' 2" NB, 6° 42' 54" OL  | 507576 | Twickel: tuinbeelden oranjerietuin (vier marmeren vrouwenfiguren op een rij)                                                                                 |
| Twickel: tuinvazen oranjerietuin (vijf gelijkvormige monumentale urnvormige vazen van kalksteen versierd met bloemenguirlandes en mascarones aan de zijkant) | Tuin, park en plantsoen   | ca. 1900                      |                                  | Twickelerlaan bij 1        | 52° 16' 2" NB, 6° 42' 54" OL  | 507577 | Twickel: tuinvazen oranjerietuin (vijf gelijkvormige monumentale urnvormige vazen van kalksteen versierd met bloemenguirlandes en mascarones aan de zijkant) |
| Twickel: hek tussen oranjerie- en rotstuin (dubbel smeedijzeren spijlenhek met als versiering een gekrulde bovenste ligger)                                  | Tuin, park en plantsoen   | laat 18e eeuw                 |                                  | Twickelerlaan bij 1        | 52° 16' 2" NB, 6° 42' 54" OL  | 507578 | Upload foto |
| Twickel: twee hoekige rijkbewerkte tuinvazen oranjerietuin van Obernkirchner zandsteen in Marotstijl                                                         | Tuin, park en plantsoen   | vroeg 18e eeuw                | wellicht Daniël Marot            | Twickelerlaan bij 1        | 52° 16' 2" NB, 6° 42' 54" OL  | 507579 | Upload foto |
| Twickel: bronzen zonnewijzer voor oranjerie | Tuin, park en plantsoen   | 1642                          |                                  | Twickelerlaan bij 1        | 52° 16' 2" NB, 6° 42' 54" OL  | 507580 | Twickel: bronzen zonnewijzer voor oranjerie |
| Twickel: inrichting oranjerietuin | Tuin, park en plantsoen   | 19e/20e eeuw                  |                                  | Twickelerlaan bij 1        | 52° 16' 2" NB, 6° 42' 54" OL  | 507581 | Twickel: inrichting oranjerietuin |
| Twickel: marmeren tuinvazen oranjerietuin op vierkant voetstuk van Bentheimer zandsteen                                                                      | Tuin, park en plantsoen   | laat 19e eeuw                 |                                  | Twickelerlaan bij 1        | 52° 16' 2" NB, 6° 42' 54" OL  | 507583 | Twickel: marmeren tuinvazen oranjerietuin op vierkant voetstuk van Bentheimer zandsteen                                                                      |
| Twickel: twee tuinornamenten (bolvormige op vaas op een voet samengesteld uit vier tegenelkaar geplaatste consoles)                                          | Tuin, park en plantsoen   | midden 18e eeuw               |                                  | Twickelerlaan bij 1        | 52° 16' 2" NB, 6° 42' 54" OL  | 507585 | Twickel: twee tuinornamenten (bolvormige op vaas op een voet samengesteld uit vier tegenelkaar geplaatste consoles)                                          |
| Twickel: gietijzeren tuinvaas achter de tuinbank in de oranjerietuin (donkergrijs geschilderd) in schaalvorm op sokkel van beton                             | Tuin, park en plantsoen   | 19e eeuw                      |                                  | Twickelerlaan bij 1        | 52° 16' 2" NB, 6° 42' 54" OL  | 507586 | Twickel: gietijzeren tuinvaas achter de tuinbank in de oranjerietuin (donkergrijs geschilderd) in schaalvorm op sokkel van beton                             |
| Twickel: tuinbank rotstuin | Tuin, park en plantsoen   | 1922                          | firma H.H. Beltman               | Twickelerlaan bij 1        | 52° 16' 4" NB, 6° 42' 52" OL  | 507587 | Twickel: tuinbank rotstuin |
| Twickel: tuinbeelden rotstuin | Tuin, park en plantsoen   | 18e/19e eeuw                  |                                  | Twickelerlaan bij 1        | 52° 16' 4" NB, 6° 42' 52" OL  | 507588 | Twickel: tuinbeelden rotstuin |
| Twickel: tuinbeelden rotstuin | Tuin, park en plantsoen   | 18e/19e eeuw                  |                                  | Twickelerlaan bij 1        | 52° 16' 4" NB, 6° 42' 52" OL  | 507588 | Twickel: tuinbeelden rotstuin |
| Twickel: pompoenachtige tuinvazen van Bentheimer zandsteen op eenvoudig geprofileerde hardstenen dekplaat in rotstuin                                        | Tuin, park en plantsoen   | 18e eeuw                      |                                  | Twickelerlaan bij 1        | 52° 16' 4" NB, 6° 42' 52" OL  | 507590 | Upload foto |
| Twickel: bouwfragmenten rotstuin | Tuin, park en plantsoen   | 18e en 19e eeuw               |                                  | Twickelerlaan bij 1        | 52° 16' 4" NB, 6° 42' 52" OL  | 507591 | Upload foto |
| Twickel: zonnewijzer rotstuin | Tuin, park en plantsoen   | begin 19e eeuw                |                                  | Twickelerlaan bij 1        | 52° 16' 4" NB, 6° 42' 52" OL  | 507592 | Twickel: zonnewijzer rotstuin |
| Twickel: houten schuur rotstuin | Tuin, park en plantsoen   | 19e eeuw                      |                                  | Twickelerlaan bij 1        | 52° 16' 4" NB, 6° 42' 52" OL  | 507593 | Twickel: houten schuur rotstuin |
| Twickel: stenen tuinbank rotstuin | Tuin, park en plantsoen   | begin 20e eeuw                |                                  | Twickelerlaan bij 1        | 52° 16' 4" NB, 6° 42' 52" OL  | 507595 | Upload foto |
| Twickel: inrichting hertenkamp | Tuin, park en plantsoen   | 19e eeuw                      |                                  | Twickelerlaan bij 1        | 52° 16' 8" NB, 6° 42' 46" OL  | 507596 | Twickel: inrichting hertenkamp |
| Twickel: ijskelder | Tuin, park en plantsoen   | ca. 1840 / 1906               |                                  | Twickelerlaan bij 1        | 52° 16' 9" NB, 6° 42' 43" OL  | 507598 | Upload foto |
| Twickel: eikelschuur | Bijgebouwen kastelen enz. | eind 19e eeuw                 |                                  | Twickelerlaan bij 1        | 52° 16' 7" NB, 6° 42' 52" OL  | 507599 | Twickel: eikelschuur |
| Twickel: gietijzeren tuinkraan rozentuin met een geprofileerde schacht                                                                                       | Tuin, park en plantsoen   | 20e eeuw                      |                                  | Twickelerlaan bij 1        | 52° 16' 12" NB, 6° 42' 43" OL | 507601 | Upload foto |
| Twickel: natuurstenen urnvormige tuinvazen rozentuin net deksel op voetplaat, rijk gedecoreerd in relief                                                     | Tuin, park en plantsoen   | 19e eeuw                      |                                  | Twickelerlaan bij 1        | 52° 16' 13" NB, 6° 42' 44" OL | 507602 | Twickel: natuurstenen urnvormige tuinvazen rozentuin net deksel op voetplaat, rijk gedecoreerd in relief                                                     |
| Twickel: schaapskooi 't Schaap'n schot | Bijgebouwen kastelen enz. | 1881                          |                                  | Bornsevoetpad 5            | 52° 16' 8" NB, 6° 43' 4" OL   | 507612 | Meer afbeeldingen |
| Twickel: boerderij 'Bornse hoeve' met schuur | Bijgebouwen kastelen enz. | 1849 (sic, 1859)]             |                                  | Bornsevoetpad 1            | 52° 16' 21" NB, 6° 43' 51" OL | 507615 | Meer afbeeldingen |
| Twickel: gedenksteen | Tuin, park en plantsoen   | 1895                          |                                  | Bornsevoetpad bij 5        | 52° 15' 53" NB, 6° 43' 27" OL | 507616 | Twickel: gedenksteen |
| Twickel: huis 'Bornerbraak' met schuur | Bijgebouwen kastelen enz. | 1905                          | G.J. Uiterwijk                   | Bornsestraat 2             | 52° 16' 46" NB, 6° 43' 43" OL | 507618 | Meer afbeeldingen |
| Twickel: boerderij 'Olieslager' met schuren, hooiberg en put                                                                                                 | Bijgebouwen kastelen enz. | 19e eeuw                      |                                  | Noordmolen 7               | 52° 16' 42" NB, 6° 43' 3" OL  | 507619 | Meer afbeeldingen |
| Twickel: Noordmolen | Bijgebouwen kastelen enz. | 1347 (genoemd in aankoopakte) |                                  | Noordmolen 5               | 52° 16' 39" NB, 6° 42' 58" OL | 507621 | Meer afbeeldingen |
| Twickel: boerderij "Brincate" | Bijgebouwen kastelen enz. | 1859                          |                                  | Twickelerlaan 14           | 52° 16' 23" NB, 6° 42' 41" OL | 507623 | Meer afbeeldingen |
| Twickel: kademuur met duiker | Tuin, park en plantsoen   | 19e eeuw                      |                                  | Bornsestraat bij 5         | 52° 16' 21" NB, 6° 43' 8" OL  | 507624 | Upload foto |
| Twickel: hoog houten bruggetje met gebogen loopplank steunend op houten jukken in Twickels Bos voorzien van leuning aan één zijde                            | Tuin, park en plantsoen   | laat 19e eeuw                 |                                  | Twickelerlaan bij 1        | 52° 16' 4" NB, 6° 43' 28" OL  | 507625 | Upload foto |
| Twickel: gedenksteen | Tuin, park en plantsoen   | 1845 (inscriptie)             |                                  | Twickelerlaan, ongenummerd | 52° 16' 38" NB, 6° 42' 26" OL | 507629 | Twickel: gedenksteen |
| Twickel: drie identieke verzonken kassen (sic, zijn bakken)                                                                                                  | Tuin, park en plantsoen   | 1891                          |                                  | Twickelerlaan, ongenummerd | 52° 16' 16" NB, 6° 42' 40" OL | 507782 | Twickel: drie identieke verzonken kassen (sic, zijn bakken)                                                                                                  |
| Twickel: ironhouse met aangebouwde zaaikas | Tuin, park en plantsoen   | 1911                          |                                  | Twickelerlaan, ongenummerd | 52° 16' 16" NB, 6° 42' 40" OL | 507783 | Meer afbeeldingen |
| Twickel: houten anjerkas | Tuin, park en plantsoen   | 1915                          |                                  | Twickelerlaan, ongenummerd | 52° 16' 16" NB, 6° 42' 40" OL | 507784 | Twickel: houten anjerkas |
| Wanink | Boerderij                 | 1881                          |                                  | Twickelerlaan 21           | 52° 16' 45" NB, 6° 41' 43" OL | 507786 | Meer afbeeldingen |
| Schuur | Boerderij                 | 1880                          |                                  | Twickelerlaan 21           | 52° 16' 45" NB, 6° 41' 43" OL | 507787 | Schuur |
| Eenvoudige vierroedige kapberg met houten schuurgedeelte op gemetselde plint                                                                                 | Boerderij                 | 1880                          |                                  | Twickelerlaan 21           | 52° 16' 42" NB, 6° 41' 45" OL | 507788 | Meer afbeeldingen |
| Boerderij Voortman met vrijstaande schuur | Boerderij                 | 1859                          |                                  | Noordmolen 9               | 52° 16' 44" NB, 6° 43' 10" OL | 507796 | Meer afbeeldingen |
| Boerderij Voortman met vrijstaande schuur | Boerderij                 | 1859                          |                                  | Noordmolen bij 9           | 52° 16' 44" NB, 6° 43' 8" OL  | 507797 | Meer afbeeldingen |
| Twickel: Kasteelboerderij | Boerderij                 | 1880                          |                                  | Twickelerlaan 6            | 52° 16' 3" NB, 6° 42' 60" OL  | 507802 | Meer afbeeldingen |
| Twickel: houten paardeschuur | Boerderij                 | 1881                          |                                  | Twickelerlaan 10           | 52° 16' 5" NB, 6° 42' 59" OL  | 507803 | Meer afbeeldingen |
| Twickel: gietijzeren pomp | Straatmeubilair           | 1894                          |                                  | Twickelerlaan bij 10       | 52° 16' 4" NB, 6° 42' 60" OL  | 507804 | Meer afbeeldingen |
| Jachtopzienerswoning "Casa Nova" | Dienstwoning              | 1878                          |                                  | Bornsevoetpad 2            | 52° 16' 17" NB, 6° 43' 46" OL | 507810 | Jachtopzienerswoning "Casa Nova" |
| Twickel: kanonnen | Kasteel, buitenplaats     | 1775 (inscriptie)             |                                  | Twickelerlaan bij 1        | 52° 15' 60" NB, 6° 42' 58" OL | 526436 | Upload foto |
| Twickel: moestuinmuur | Tuin, park en plantsoen   | 1888-1889                     | C.E.A. Petzold                   | Twickelerlaan, ongenummerd | 52° 16' 16" NB, 6° 42' 40" OL | 526804 | Twickel: moestuinmuur |